# Smol'noe
Smol'noe (Смольное; in tedesco fino al 1950 Charlottenburg; in lituano Šarlotenburgas) è un centro abitato (posëlok) della Russia, compreso nel comune urbano di Železnodorožnyj nell'Oblast' di Kaliningrad.